# Roy Keane
Roy Maurice Keane (* 10. srpna 1971) je bývalý irský fotbalový záložník a trenér. Pelé ho roku 2004 zařadil mezi 125 nejlepších žijících fotbalistů. Website Inside World Soccer jej zařadil na 7. místo v žebříčku nečistě hrajících fotbalistů.
Během své osmnáctileté hráčské kariéry hrál za kluby Cobh Ramblers, Nottingham Forest, Manchester United a předtím, než ukončil svou kariéru, také za Celtic Glasgow. Po téměř celou hráčskou kariéru hrál také za irský národní tým. Většinu zápasů národního týmu odehrál jako kapitán mužstva. V roce 2002 byl po incidentu s trenérem národního týmu Mickem McCarthym poslán domů ze světového fotbalového šampionátu v Japonsku a Jižní Koreji.
Během své první sezóny v roli manažera posunul anglický klub Sunderland ze spodních příček druhé anglické ligy do Premier League.

## Statistiky

### Klubové

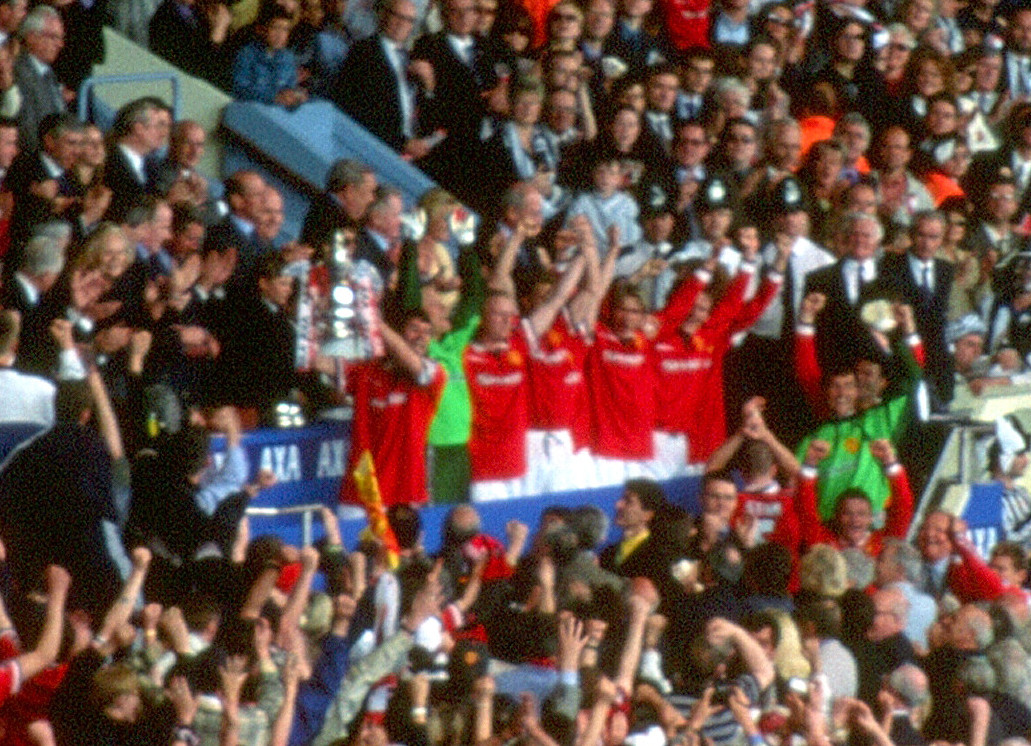
Keane, jako kapitán Manchesteru United, po vítězství FA Cupu (1999)

| Klub              | Sezóna  | Liga               | Liga   | Liga | Národní pohár | Národní pohár | Ligový pohár | Ligový pohár | Evropské poháry | Evropské poháry | Ostatní | Ostatní | Celkem | Celkem |
| Klub              | Sezóna  | Liga               | Zápasy | Góly | Zápasy        | Góly          | Zápasy       | Góly         | Zápasy          | Góly            | Zápasy  | Góly    | Zápasy | Góly   |
| ----------------- | ------- | ------------------ | ------ | ---- | ------------- | ------------- | ------------ | ------------ | --------------- | --------------- | ------- | ------- | ------ | ------ |
| Cobh Ramblers     | 1989/90 | LOI First Division | 23     | 1    | 3             | 1             | 3            | 0            | —               | —               | —       | —       | 29     | 2      |
| Nottingham Forest | 1990/91 | First Division     | 35     | 8    | 10            | 2             | 4            | 1            | —               | —               | 0       | 0       | 49     | 11     |
| Nottingham Forest | 1991/92 | First Division     | 39     | 8    | 4             | 0             | 8            | 4            | —               | —               | 5       | 2       | 56     | 14     |
| Nottingham Forest | 1992/93 | Premier League     | 40     | 6    | 4             | 1             | 5            | 1            | —               | —               | —       | —       | 49     | 8      |
| Nottingham Forest | Celkem  | Celkem             | 114    | 22   | 18            | 3             | 17           | 6            | —               | —               | 5       | 2       | 154    | 33     |
| Manchester United | 1993/94 | Premier League     | 37     | 5    | 6             | 1             | 7            | 0            | 3               | 2               | 1       | 0       | 54     | 8      |
| Manchester United | 1994/95 | Premier League     | 25     | 2    | 7             | 0             | 1            | 0            | 4               | 1               | 0       | 0       | 37     | 3      |
| Manchester United | 1995/96 | Premier League     | 29     | 6    | 7             | 0             | 1            | 0            | 2               | 0               | —       | —       | 39     | 6      |
| Manchester United | 1996/97 | Premier League     | 21     | 2    | 3             | 0             | 2            | 0            | 6               | 0               | 1       | 1       | 33     | 3      |
| Manchester United | 1997/98 | Premier League     | 9      | 2    | 0             | 0             | 0            | 0            | 1               | 0               | 1       | 0       | 11     | 2      |
| Manchester United | 1998/99 | Premier League     | 35     | 2    | 7             | 0             | 0            | 0            | 12              | 3               | 1       | 0       | 55     | 5      |
| Manchester United | 1999/00 | Premier League     | 29     | 5    | —             | —             | 0            | 0            | 12              | 6               | 4       | 1       | 45     | 12     |
| Manchester United | 2000/01 | Premier League     | 28     | 2    | 2             | 0             | 0            | 0            | 13              | 1               | 1       | 0       | 44     | 3      |
| Manchester United | 2001/02 | Premier League     | 28     | 3    | 2             | 0             | 0            | 0            | 12              | 1               | 1       | 0       | 43     | 4      |
| Manchester United | 2002/03 | Premier League     | 21     | 0    | 3             | 0             | 2            | 0            | 6               | 0               | —       | —       | 32     | 0      |
| Manchester United | 2003/04 | Premier League     | 28     | 3    | 5             | 0             | 0            | 0            | 4               | 0               | 1       | 0       | 38     | 3      |
| Manchester United | 2004/05 | Premier League     | 31     | 1    | 4             | 1             | 1            | 0            | 6               | 0               | 1       | 0       | 43     | 2      |
| Manchester United | 2005/06 | Premier League     | 5      | 0    | —             | —             | 0            | 0            | 1               | 0               | —       | —       | 6      | 0      |
| Manchester United | Celkem  | Celkem             | 326    | 33   | 46            | 2             | 14           | 0            | 82              | 14              | 12      | 2       | 480    | 51     |
| Celtic            | 2005/06 | Premiership        | 10     | 1    | 1             | 0             | 2            | 0            | —               | —               | —       | —       | 13     | 1      |
| Celkem            | Celkem  | Celkem             | 473    | 57   | 68            | 6             | 36           | 6            | 82              | 14              | 17      | 4       | 676    | 87     |

### Reprezentační
| Irsko  | Irsko  | Irsko |
| Rok    | Zápasy | Góly  |
| ------ | ------ | ----- |
| 1991   | 3      | 0     |
| 1992   | 7      | 0     |
| 1993   | 9      | 0     |
| 1994   | 8      | 1     |
| 1995   | 2      | 0     |
| 1996   | 2      | 0     |
| 1997   | 7      | 2     |
| 1998   | 3      | 2     |
| 1999   | 4      | 0     |
| 2000   | 4      | 0     |
| 2001   | 7      | 4     |
| 2002   | 2      | 0     |
| 2004   | 5      | 0     |
| 2005   | 4      | 0     |
| Celkem | 67     | 9     |

#### Reprezentační góly
Skóre a výsledky Irska jsou vždy zapisovány jako první.
| Gól | Datum              | Místo                                | Soupeř        | Skóre | Výsledek | Soutěž                                |
| --- | ------------------ | ------------------------------------ | ------------- | ----- | -------- | ------------------------------------- |
| 1.  | 16. listopadu 1994 | Windsor Park, Belfast, Severní Irsko | Severní Irsko | 2:0   | 4:0      | Kvalifikace na Euro 1996              |
| 2.  | 6. září 1997       | Laugardalsvöllur, Reykjavík, Island  | Island        | 2:2   | 4:2      | Kvalifikace na Mistrovství světa 1998 |
| 3.  | 6. září 1997       | Laugardalsvöllur, Reykjavík, Island  | Island        | 3:2   | 4:2      | Kvalifikace na Mistrovství světa 1998 |
| 4.  | 5. září 1998       | Lansdowne Road, Dublin, Irsko        | Chorvatsko    | 2:0   | 2:0      | Kvalifikace na Euro 2000              |
| 5.  | 14. října 1998     | Lansdowne Road, Dublin, Irsko        | Malta         | 3:0   | 5:0      | Kvalifikace na Euro 2000              |
| 6.  | 24. března 2001    | Stadion GSP, Nikósie, Kypr           | Kypr          | 1:0   | 4:0      | Kvalifikace na Mistrovství světa 2002 |
| 7.  | 24. března 2001    | Stadion GSP, Nikósie, Kypr           | Kypr          | 4:0   | 4:0      | Kvalifikace na Mistrovství světa 2002 |
| 8.  | 2. června 2001     | Lansdowne Road, Dublin, Irsko        | Portugalsko   | 1:0   | 1:1      | Kvalifikace na Mistrovství světa 2002 |
| 9.  | 6. října 2001      | Lansdowne Road, Dublin, Irsko        | Kypr          | 4:0   | 4:0      | Kvalifikace na Mistrovství světa 2002 |

## Trenérské statistiky
| Tým          | Od             | Do               | Statistiky | Statistiky | Statistiky | Statistiky | Statistiky | Ref.        |
| Tým          | Od             | Do               | Zápasy     | Výhry      | Remízy     | Prohry     | % Výher    | Ref.        |
| ------------ | -------------- | ---------------- | ---------- | ---------- | ---------- | ---------- | ---------- | ----------- |
| Sunderland   | 28. srpna 2006 | 4. prosince 2008 | 100        | 42         | 17         | 41         | 42,0       | [ 5 ] [ 6 ] |
| Ipswich Town | 23. dubna 2009 | 7. ledna 2011    | 81         | 28         | 25         | 28         | 34,6       | [ 6 ]       |
| Celkem       | Celkem         | Celkem           | 181        | 70         | 42         | 69         | 38,7       |             |

## Ocenění

### Hráčské

#### Klubové

##### Nottingham Forest
- Full Members' Cup: 1991/92

##### Manchester United
- Premier League: 1993/94, 1995/96, 1996/97, 1998/99, 1999/2000, 2000/01, 2002/03[7]
- FA Cup: 1993/94, 1995/96, 1998/99, 2003/04
- Community Shield: 1993, 1996, 1997, 2003
- Liga mistrů UEFA: 1998/99
- Interkontinentální pohár: 1999

##### Celtic
- Premiership: 2005/06
- Scottish League Cup: 2005/06

#### Individuální
- Jedenáctka sezóny Premier League: 1992/93, 1996/97, 1999/00, 2000/01, 2001/02[8]
- Jedenáctka století podle PFA: (1907–2007)
  - Jedenáctka dekády 1997–2007[9]
  - Jedenáctka století[10]
- Nejlepší mladý irský hráč roku: 1993, 1994
- Nejlepší irský hráč roku: 1997, 2001
- Hráč měsíce Premier League: Říjen 1998, Prosinec 1999[7]
- Hráč hráč Manchesteru United podle fanoušků: 1999, 2000[11]
- Irský sportovec roku: 1999[12]
- Hráč roku dle FWA: 2000
- Hráč roku Premier League podle hráčů: 2000
- Jedenáctka sezóny podle ESM: 1999/00
- Anglická fotbalová síň slávy: 2004
- FIFA 100

### Trenérské

#### Klubové

##### Sunderland
- EFL Championship: 2006/07

#### Individuální
- Trenér měsíce EFL Championship: Únor 2007, Březen 2007
- Trenér sezóny EFL Championship: 2006/07[13]